# Hiroshi Otsuki
Hiroshi Otsuki (大槻 紘士 Otsuki Hiroshi?), född 23 april 1980 i Kyoto prefektur, är en japansk före detta fotbollsspelare.
Otsuki började sin karriär 1999 i Kyoto Purple Sanga. 2004 flyttade han till Sagawa Printing Kyoto. Han avslutade karriären 2014.